# In The Wilderness
«In the Wilderness» (en castellano «En El Descampado») es una canción escrita para el álbum conceptual From Genesis to Revelation del grupo de rock progresivo inglés Genesis.
Siguiendo con la línea de la canción previa Am I Very Wrong? del álbum, ahora que el hombre ha sido expulsado del Edén, la vida corriente se asienta, hecha de pequeñas alegrías y problemas, representada por música (el coro dice "Música, todo lo que oigo es música - garantizada para agradar") y muerte.
El preciado talento de Genesis como compositores se hace obvio, una vez más, en esta canción. La versión final lanzada en este álbum de 1969, tiene un horrible paneo estéreo: la voz de Peter Gabriel es colocada en el centro de los canales y el resto de la banda (guitarra, piano, batería) está colocada en el canal izquierdo, con el fin de dejar el lado derecho libre para un cuarteto de cuerdas (incluyendo un contrabajo pobremente grabado). Estas modificaciones de último momento, realizadas por el productor Jonathan King le dan una sensación que simplemente no encaja con la canción.
Una remasterización monoaural de esta canción sin las cuerdas, fue lanzada en el álbum de colección Genesis Archive 1967-75. No existe una grabación en vivo de esta canción, aunque probablemente la banda la interpretó en sus primeros conciertos.
- Datos: Q5914749